# Helen Merrill
Helen Merrill, née à New York, le 21 juillet 1929
,
est une chanteuse de jazz américaine. Au long de sa carrière, qui couvre plus de cinquante ans, elle s'est produite en concerts et en disques avec les plus grands noms du jazz, dont plusieurs albums en duo avec Charlie Byrd, Bill Evans, Ron Carter, Stan Getz, Gil Evans, Gary Peacock.

## Biographie

### Jeunesse et début de carrière aux États-Unis
Jelena Ana Milčetić naît à New York en 1930 de parents croates. À partir de 14 ans, elle commence à chanter dans des clubs de jazz du Bronx. Elle commence sa carrière en 1952 lorsqu'on lui demande de chanter A Cigarette For Company avec le groupe d'Earl Hines ; la chanson est publiée sur le label D'Oro. En 1954, Helen Merrill enregistre son premier album avec le trompettiste Clifford Brown. L'album est produit et arrangé par Quincy Jones, qui est alors âgé de 21 ans. Le succès de Helen Merrill incite Mercury à lui faire signer un contrat de quatre albums supplémentaires.

### Succès international
Après avoir enregistré de façon sporadique dans les années 1950 et 1960, Merrill part en tournée en Europe, où elle connaît un succès non commercial[Quoi ?] qu'elle avait aux États-Unis. Elle s'installe pendant un certain temps en Italie, enregistrant là-bas un album et faisant des concerts avec des musiciens de jazz comme Piero Umiliani, Chet Baker, Romano Mussolini, et Stan Getz. En 1960, Helen Merrill travaille avec le compositeur Ennio Morricone sur un EP intitulé Helen Merrill sings Italian Songs publié chez RCA Italiana. Elle revient aux États-Unis dans les années 1960, mais déménage au Japon en 1966.

### Années récentes
Merrill retourne aux États-Unis en 1972. Elle continue d'enregistrer en s'orientant vers d'autres styles musicaux comme la bossa nova ou en faisant un album de Noël. En 1994, elle publie un album en hommage à Clifford Brown. À ce jour, Merrill est toujours active dans le milieu de la musique.

## Discographie
- 1954 : Helen Merrill (Emarcy)
- 1955 : Helen Merrill with Strings (Emarcy)
- 1956 : Dream of You (Emarcy)
- 1957 : Merrill at Midnight (Emarcy)
- 1958 : The Nearness of You (Emarcy)
- 1954-58 : The Complete Helen Merrill on Mercury
- 1959 : You've Got A Date With The Blues (MGM)
  - American Country Songs (Atco)
- 1960 : Parole e Musica
- 1963 : Helen Merrill in Tokyo (Victor Japan)
- 1965 : The Artistry of Helen Merrill avec Charlie Byrd
- 1965 The Feeling is Mutual avec Dick Katz piano .
- 1966 : Helen Merrill sings Folk
- 1967 : Autumn Love
  - Helen Merrill sings Bossa Nova
- 1968 : A Shade of Difference
  - Screen Favorites
- 1969 : Plaisir D'amour
- 1970 : Helen Sings Teddy Swings
- 1967-70 : Helen Merrill New Best One
- 1971 : Sposin' with Gary Peacock trio
- 1976 : Helen Merrill with John Lewis
- 1977 : Love in Song
- 1979 : Chasin' The Bird
- 1980 : Casa Forte
- 1982 : Imagination
  - Affinity
  - Helen Merrill sings Rodgers and Hammerstein
- 1985 : No Tears No Goodbyes
- 1986 :  Cole Porter Album
  - Jerome Kern Album
  - HM sings Irving Berlin
  - Musicmakers
- 1987 : Collaboration with Gil Evans
  - Duets avec Ron Carter
- 1989 : Just Friends avec Stan Getz
- 1991 : Clear Out of This World
  - Christmas Songbook
  - Helen Merrill in Italy
- 1992 : Blossom of Stars
- 1994 : Brownie, hommage à Clifford Brown
- 1997 : You And The Night And The Music
  - Carousel
- 2000 : Jelena Ana Milcetic AKA Helen Merrill
- 2004 : Lilac Wine
- 2015 : Smooth

## Anecdote
La comédienne française Macha Méril (née « Maria-Magdalena Wladimirovna Gagarina ») choisit ce nom de scène car elle aimait beaucoup la chanteuse Helen Merrill.